# Fares Boueiz
Fares Boueiz, né le 15 janvier 1955 à Beyrouth, est un homme politique libanais.

## Biographie
Fares Boueiz est nommé député maronite du Kesrwan en 1991, au poste qu’occupait son propre père, Nouhad.
Entre 1990 et 1998, il occupa le poste de ministre des Affaires étrangères, dans les gouvernements successifs de Omar Karamé, Rachid Solh et Rafic Hariri, avec une courte césure de quelques semaines en 1992 avant les élections législatives.
Député du Kesrwan en 1992, 1996 et 2000, ses relations aussi bien avec Rafiq Hariri et Émile Lahoud furent quelque peu tendues. Il retrouve le gouvernement en 2003 comme ministre de l'Environnement au sein du dernier cabinet de Rafiq Hariri, avant de démissionner en septembre 2004, en protestation à la prorogation du mandat du président Émile Lahoud.
Ayant insisté sur son indépendance et sa neutralité, il refuse de s'allier aux courants politiques majeurs et ne réussit pas à s’entendre avec les différents candidats aux élections de 2005 afin de se présenter. Il appela cependant à voter pour la liste de Michel Aoun sans pour autant qu’un vrai accord politique ne s'établisse entre les deux hommes.

## Opinions
Au cours de son second mandat de ministre des Affaires étrangères, Boueiz coopère ouvertement avec les autorités syriennes. Cependant, en 2001, il s'oppose aux accusations du ministre syrien de la Défense Mustafa Tlass concernant le patriarche Sfeir. D'autre part, Boueiz est sceptique quant à l'accord de paix signé par Israël et l'OLP en 1993, et soutient que les réfugiés palestiniens ne devraient pas s'installer au Liban en raison de l'équilibre démographique sensible entre les chrétiens et les musulmans autochtones dans le pays. [Lors d'entretiens avec des diplomates égyptiens à Rome au début du mois d'avril 1998, Boueiz a affirmé que l'approche des nazis à l'égard du peuple juif était fondée sur des raisons politiques, déclarant "qu'ils se sont comportés avec arrogance comme le peuple élu de Dieu".

## Vie privée
Farès Boueiz a épousé Zalfa Hrawi en 1985 et est le beau-fils d'Elias Hrawi.